# Tikal the Echidna
En la saga de manga, anime, y videojuegos de Sonic the Hedgehog, Tikal the Echidna es uno de los personajes secundarios de esta serie, creada por la empresa japonesa Sega.[cita requerida]
Tikal, hija única de Pachacamac, es una hermosa chica equidna proveniente de la tribu de Knuckles. Nació en Angel Island el día 8 de julio, y tiene 14 años. Su madre murió cuando ella era más pequeña. Su abuela (antes líder del Clan Knuckles) le contaba historias acerca de las Chaos Emeralds y Chaos, el dios del caos, así como de los Chao, además de que le enseñó a ser pacifista y a meditar.
Tikal apareció por primera vez en 1998 en el juego Sonic Adventure para Dreamcast; años más tarde, la versión del juego fue modificada para salir para la consola de Nintendo, Gamecube, llevando el nombre de Sonic Adventure DX Director's Cut.
Chaos siempre está dispuesto a defender a Tikal y a los Chao de cualquier peligro.
Actualmente, Chaos y Tikal viven atrapados en la Master Emerald. De vez en cuando, Tikal sale de la esmeralda en forma de una bola de luz de color rojo. Como se ve en el CHAO GARDEN POCKET, en el nivel de buscar Chao, ella aparece en algún lugar dándote pistas.
Tikal tiene un gran poder espiritual debido a que su alma está sellada en la Master Emerald; solamente aparece en su forma física cuando es necesario.
El nombre «Tikal» proviene de una torre hecha por mayas situada en Guatemala; esta torre también aparece en Sonic Adventure cuando ella nos da vistazos de su pasado.
- Datos: Q5650359